# Maybach Typ 12
La Maybach Typ 12, o più semplicemente Maybach 12, era un'autovettura di lusso prodotta dal 1929 al 1931 dalla casa automobilistica tedesca Maybach-Motorenbau.

## Storia e profilo
Questo modello è stato fortemente voluto da Karl Maybach, patron della Maybach-Motorenbau, nonché figlio di quel Wilhelm Maybach che diversi decenni prima aveva contribuito enormemente alla nascita dell'automobile. Karl Maybach volle creare una vettura all'insegna dell'opulenza, dotata di un propulsore senza precedenti per l'epoca, una vettura che nella sua imponenza avesse saputo rendere onore al padre Wilhelm ormai stanco e logorato da decenni di instancabile attività.

Dato il telaio strettamente imparentato con quello dei precedenti modelli W3 e W5, Karl Maybach fece costruire dai suoi collaboratori un V12, il primo nella storia dell'automobile, un motore dall'allora imponente ed inconsueta architettura, che vantava raffinatezze come l'intera struttura realizzata in lega di alluminio, con canne in ghisa riportate a secco. Il risultato fu un propulsore pesante solo 510 kg, della cilindrata di 6967 cm³ (alesaggio e corsa: 86x100 mm) e della potenza massima di 150 CV a 2800 giri/min. La trasmissione seguiva quanto già visto nella precedente W5 SG: veniva quindi montato un cambio semiautomatico a 3 rapporti più una sorta di marcia overdrive "ante litteram". Con queste caratteristiche, la Typ 12 si fregiò, alla fine degli anni venti del Novecento, del titolo di vettura tedesca più grande, intendendo per grande tutto l'insieme rappresentato dal motore e dalla carrozzeria. Solo la Mercedes-Benz 770 poteva realmente tenergli testa, ma non montava un V12 bensì un 8 cilindri in linea, per cui anche questo contribuì al primato della Typ 12.

L'imponenza della vettura è testimoniata dal peso del solo autotelaio che arrivava a 1.850 kg e costava da solo 23 000 marchi. Come spesso succedeva nelle vetture di lusso di quell'epoca, la costruzione della carrozzeria era affidata al carrozziere preferito dal cliente. A quel punto, terminata la carrozzeria, il prezzo saliva addirittura a 34.000 marchi.

La Typ 12 raggiungeva i 140 km/h di velocità massima ed arrivava a consumare 27 litri di benzina ogni 100 km.

Karl Maybach la presentò davanti al suo anziano padre all'inizio del 1929: alla fine dello stesso anno, Wilhelm Maybach si spense per sempre ponendo fine alla grande era pionieristica dell'automobile.

La Typ 12 fu in ogni caso un modello di transizione, prodotto per un breve periodo, tra il 1929 ed il 1930, giusto per dare il tempo di sviluppare quella che fu, nei piani della Casa tedesca, la vera ammiraglia di lusso dell'epoca, la DS7, poi evolutasi nella DS8. Entrambi i modelli sarebbero divenuti noti con il nome di Zeppelin.